# Klaus Schlottau
Klaus Schlottau (* 14. März 1954 in Mölln; † 21. Mai 2025 in Bremen) war ein deutscher Historiker.

## Leben
Klaus Schlottau absolvierte zunächst eine Ausbildung zum Chemielaboranten und studierte anschließend in Hamburg Volkswirtschaftslehre, Philosophie, Politologie, Sozialgeschichte und Wirtschaftsgeschichte. Er legte 1982 das Magisterexamen ab und wurde im Jahr 1992 zum Dr. phil. promoviert. 
Schlottau leitete von 1987 bis 1992 das Industriemuseum und das Stadtarchiv in Neumünster. Ab 1995 wirkte er als wissenschaftlicher Mitarbeiter der Arbeitsstelle Sozialgeschichte der Technik und Umwelt am Institut für Sozial- und Wirtschaftsgeschichte der Universität Hamburg, ab Oktober 2004 bis zu seinem  Eintritt in den Ruhestand war er am Historischen Seminar, Arbeitsbereich Deutsche Geschichte, Schwerpunkt Sozial- und Wirtschaftsgeschichte tätig.
Seine Forschungsschwerpunkte waren die Sozialgeschichte der industriellen Arbeitswelt, Geschichte der frühneuzeitlichen Energietechnik (Mühlen), Umweltgeschichte und Methodologie der historischen Standortuntersuchung.

## Schriften (Auswahl)
- Unternehmensformen beim Bau des Eiderkanals 1777–1784. Eine Fallstudie zum Verhältnis der Unternehmer zum Staat im 18. Jahrhundert, Magisterarbeit Soziologie Universität Hamburg, 1982, OCLC 249032594.
- Die Geschichte der Lederindustrie in Neumünster. Ein Beitrag zur Industrialisierung Schleswig-Holsteins. Förderverein Textilmuseum und Industriemuseum Neumünster, Neumünster 1991, OCLC 75250088.
- Von der handwerklichen Lohgerberei zur Lederfabrik des 19. Jahrhunderts. Zur Bedeutung nachwachsender Rohstoffe für die Geschichte der Industrialisierung. Opladen 1993, ISBN 3-8100-1172-X.
- mit Daniel Tilgner (Hrsg.): Der Bremer Überseehafen. Bremen 1999, ISBN 3-86108-632-8.